# Izomeria orto, meta, para

Lokalizacja podstawników o, m, p

Izomeria orto-, meta-, para- – jeden z rodzajów izomerii konstytucyjnej (izomerii strukturalnej). Jest to izomeria związana z położeniem podstawników w pierścieniu benzenowym lub innym sześcioczłonowym pierścieniu aromatycznym:
- izomer orto (o-) oznacza cząsteczkę z podstawnikami w pozycjach 1 i 2.
- izomer meta (m-) oznacza cząsteczkę z podstawnikami w pozycjach 1 i 3.
- izomer para (p-) oznacza cząsteczkę z podstawnikami w pozycjach 1 i 4.

Izomery te różnią się właściwościami fizycznymi, np. temperaturą topnienia, temperaturą wrzenia, gęstością itd. Różnice we własnościach chemicznych wynikać mogą z powodu efektów sterycznych i rezonansowych.
| Izomer                                                | Wzór | Temp. topn. [°C] | Temp. wrz. [°C] |
| ----------------------------------------------------- | ---- | ---------------- | --------------- |
| Dihydroksybenzeny                                     |      |                  |                 |
| orto 1,2-dihydroksybenzen pirokatechina               |      | 104              | 246             |
| meta 1,3-dihydroksybenzen rezorcyna                   |      | 110              | 281             |
| para 1,4-dihydroksybenzen hydrochinon                 |      | 173              | 286             |
| Kwasy benzenodikarboksylowe                           |      |                  |                 |
| orto kwas benzeno-1,2-dikarboksylowy kwas ftalowy     |      | 231              | –               |
| meta kwas benzeno-1,3-dikarboksylowy kwas izoftalowy  |      | 348              | –               |
| para kwas benzeno-1,4-dikarboksylowy kwas tereftalowy |      | 300 (sublimacja) | –               |

## Historia
Nazewnictwo „orto-”, „meta-” lub „para-” wprowadził w 1869 r. niemiecki chemik Carl Gräbe do opisu pochodnych naftalenu. Wkrótce po publikacji Gräbego Viktor Meyer zaadaptował to nazewnictwo do określania położenia podstawników w benzenie.

## Podstawienie ipso

Podstawienie typu ipso-

Dodatkową lokalizacją w pierścieniu jest ipso, oznaczające występowanie dwóch podstawników w tej samej pozycji (związki przejściowe w aromatycznej substytucji elektrofilowej).